# علي عاشور الجعفر
علي عاشور الجعفر هو كاتب وأكاديمي كويتي الجنسية، يعمل أستاذًا في كلية التربية بجامعة الكويت.

## حياته
وُلد علي عاشور الجعفر في دولة الكويت في 15 كانون الأول 1963. حصل على درجة البكالوريوس في تخصص طرق تدريس اللغة العربية من كلية التربية في جامعة الكويت سنة 1987، ثم نال درجة الماجستير في التربية للمرحلة الابتدائية من جامعة إنديانا – بلومنغتون في الولايات المتحدة الأميركية سنة 1995، ودرجة الدكتوراه في الفلسفة من الجامعة نفسها سنة 1998.

## مسيرته المهنية
- محاضر في جامعة الكويت من سنة 1998 حتى أيّار 2006.  
- مدير مركز التربية العملية في كلية التربية – جامعة الكويت، بين عامي 2004 و2006.  
- مدير برنامج الماجستير في قسم المناهج من سنة 2010 إلى 2011.  
- أستاذ في قسم المناهج وطرق التدريس بكلية التربية – جامعة الكويت، منذ سنة 2006 حتى اليوم.
يشغل منصب رئيس تحرير مجلة الطفولة، وهو أيضًا مالك موقع "ستوريبيديا" المتخصص في نشر ملخصات قصص الأطفال في الوطن العربي.

## مؤلفاته
أصدر الجعفر ثلاث مجموعات قصصية للأطفال عن دار الحدائق، وهي: "أختي ترى بالرائحة"، و"قصة المربّع"، و"نبني بيتًا من غبار". أما أحدث منشوراته فكانت سنة 2020 بعنوان: "الجميل المُفاجئ: قراءة في الخيال الشعري للأطفال". وله ثلاث ترجمات لكتب صدرت عن مؤسسة "أطفال ريجّو".
| كتاب | عدد الصفحات | سنة            | الناشر                    | لغة  | الرقم الدولي    | مصدر  |
| --- | ----------- | -------------- | ------------------------- | ---- | --------------- | ----- |
| أختي ترى عن طريق الشم (العربية: "ukhti turaa bialraayiha"                                                                         | 24          | 1 يناير 2013   | دار الحدائق               | عربي | 139789953464923 | [ 5 ] |
| مسرح الطفل في الكويت: بين التنوع الدلالي والتراث والإخراج (العربية: مسرح الطفل في الكويت "بين التناوي الدلالي والتراث والإخراجي") | 647         | 1 يناير 2007   | دار الوفاء للطباعة والنشر | عربي |                 | [ 6 ] |
| We make a house of dust (العربية: نصنع بيتًا من التراب)                                                                            | 52          | 23 ديسمبر 2019 | دار الحدائق               | عربي | 9786144391747   | [ 7 ] |

## الجوائز
نال علي عاشور الجعفر جائزة أفضل أطروحة دكتوراه على مستوى قسم المناهج في كلية التربية – جامعة إنديانا، بلومنغتون، الولايات المتحدة الأميركية، سنة 1998. كما حاز جائزة الدولة سنة 2016 في مجال التربية عن كتابه "أدب الأطفال والسياسة: التنوّع والاختلاف".